# Magie noire à New York
Magie noire à New York est le 11e roman de la série SAS, écrit par Gérard de Villiers et publié en 1968 aux éditions Plon / Presses de la Cité. Comme tous les SAS parus au cours des années 1960, le roman a été édité lors de sa publication en France à 200 000 exemplaires lors du premier tirage.
L'action du roman est censée se dérouler courant 1968, à New York, à Vienne, à Athènes, à Munich, à Saint-Tropez et en Jamaïque. Malko est victime d'une manipulation du KGB qui vise à le faire prendre pour un nazi. Pour prouver son innocence, Malko recherche le nazi en question. Durant sa recherche, il est poursuivi à la fois par le KGB, qui ne veut pas qu'il retrouve le nazi, et par les agents israéliens qui, le prenant pour un vrai nazi, ne songent qu'à le liquider.
Le terme « Magie noire » utilisé dans le titre est trompeur : l'auteur n'utilise pas ce terme dans le sens habituel mais dans celui d'opération visant à transformer un agent adverse en agent double.

## Publications et notoriété du roman
Dans le numéro de juillet-août 2014 de la Revue des Deux Mondes dont le titre est « G. de Villiers : enquête sur un phénomène français », il est précisé sous la plume de Serge Brussolo, en page 79 de la revue, que « (…) à la fin des années 1960, la vente moyenne d'un SAS tournait autour des 250 000 exemplaires. Gérard de Villiers en écrivait quatre par an. Ce à quoi s'ajoutaient les rééditions continuelles des anciens titres. Au bas mot, plus d'un million de volumes vendus chaque année à un public englobant des couches socioprofessionnelles allant de l'ouvrier métallurgiste au cadre supérieur. Aujourd'hui, en ces temps de grande misère éditoriale, de tels chiffres font rêver. »
Dans son essai consacré à la biographie de Gérard de Villiers et aux romans de la série SAS, Benoît Franquebalme indique le succès grandissant des romans dans le public.
Ainsi dès 1967, les ventes sont de 100 000 exemplaires par tome (soit 400 000 exemplaires par an).
À partir de 1976 et dans les années qui suivent, les romans sont tirés à 550 000 exemplaires le premier jour de la parution.

## Personnages principaux
- Malko et entourage
  - Malko Linge
  - Elko Krisantem : majordome de Malko.
  - Chris Jones et Milton Brabeck

- Les ennemis
  - Janos Ferenczi
  - Pavel Andropov : capitaine du GRU.
  - Sabrina (Diana Lynn)
  - Rudi Guern
  - Anton Brunner (« Francisco Juarez »)
  - Günther (homme de main du précédent)

- Autres personnages masculins
  - Kurt et Karl
  - Ben Uri et Hayim Agmon

- Autres personnages féminins
  - Phœbe
  - Eva Guern

## Résumé

### Débuts du roman
À New-York, Malko Linge vient de passer la nuit avec Sabrina, une ravissante jeune femme. Au matin, Sabrina a disparu mais à sa place se trouve, dans l'appartement, le capitaine Pavel Andropov, un homme du GRU, qui déclare à Malko que le GRU dispose des preuves (des photographies, un compte en banque, des témoignages écrits) montrant que Malko est un ancien criminel nazi : le scharführer Rudi Guern. Malko a le choix : ou bien il devient agent double pour le Bloc de l'Est, ou bien sa qualité d'ancien responsable nazi du Centre d'extermination de Treblinka est révélée à tous, et en priorité aux Israéliens. Pendant la nuit, il a été tatoué au flanc du numéro de nazi de Rudi Guern ! Malko comprend qu'il vient d'être victime d'une opération de « magie noire », c'est-à-dire d'une opération sophistiquée de manipulation. Pavel Andropov lui demande d'acheter une petite ferme à la frontière du Canada, pour permettre l'entrée d'agents soviétiques aux États-Unis (chapitres 1 et 2).
Ayant fait mine d'accepter, Malko fait une rapide enquête : le logement dans lequel il a passé la nuit a été loué par une personne à l'identité inconnue. Puis, accompagné d'Elko Krisantem, il se rend à Vienne en Autriche pour rencontrer le célèbre traqueur de nazis Simon Wiesenthal. Malko lui demande des renseignements sur Rudi Guern et prend connaissance des identités des quatre témoins qui ont connu le nazi et qui seraient encore en vie. Malko remercie Simon Wisenthal et se rend à Athènes, en Grèce, pour y rencontrer l'une des personnes citées par Wisenthal : Isak Kulkin (chapitres 3 et 4).

### Aventures
Malko retrouve assez facilement la trace de cet homme. Isak témoigne du fait que Malko ressemble effectivement à Rudi Guern, mais affirme que la voix de Malko est totalement différente. Peu de temps après, Isak Kulkin est percuté par une voiture, conduite par la compagne de Janos Ferenczi, déjà croisée dans un précédent roman. Malko rencontre quelques minutes plus tard Ferenczi (déjà croisé dans Dossier Kennedy) qui l'attend à l'hôtel : le tchéquiste lui confirme le fait qu'il est le responsable de la manipulation, et invite fortement Malko à devenir agent double (chapitre 5).
Malko quitte la Grèce et se rend en Allemagne, près de Munich, pour y rencontrer la famille de Rudi Guern. Les parents du nazi sont morts, mais la sœur de Rudi, Eva, est vivante. Malko se présente comme un ami de Rudi. La jeune femme lui répond que Rudi est mort, et le conduit à une soirée où elle pense pouvoir lui présenter des amis et anciens amis de son frère (Kurt et Karl). Il s'agit d'un piège. Malko est fait prisonnier, et le petit groupe d'Allemands pense que Malko est un agent secret israélien. Menacé d'être exécuté, il ne doit la vie sauve que grâce au tatouage marqué sur son flanc, marquant en cela son « vrai passé de nazi ». Eva avoue à Malko que son frère est toujours vivant et qu'il vit avec un petit groupe de nazis réfugiés dans les Caraïbes.
On apprend alors que Ben Uri et Hayim Agmon, deux agents secrets israéliens, ont commencé à prendre en chasse Malko et qu'ils ont reçu pour mission de liquider « Rudi Guern ». Une soirée a lieu à Munich le soir précédant le départ de Malko et Eva. Un des participants de la soirée, déguisé comme Malko, est tué par Uri et Agmon. Malko s'en aperçoit et décide de quitter immédiatement l'Allemagne avec Eva Guern, direction : Saint-Tropez, pour rejoindre un yacht (le White Devil / Diable blanc) qui mènera Malko vers Rudi.
Arrivés à Saint-Tropez, Malko et Eva sont reçus par un ancien nazi, Anton Brunner, qui démasque assez rapidement Malko. Il commence par ordonner à ses sbires de tuer Eva : la jeune femme est noyée dans une baignoire d'eau savonneuse. Malko est sur le point d'être assassiné à son tour par Günther, l'homme de main d'Anton, mais Elko Krisantem arrive alors et l'étrangle avec son lacet étrangleur. Elko, avec des grandes difficultés, tue aussi Anton Brunner. Pendant le combat entre les deux hommes, une flamme se répand sur le navire en bois. Le navire brûle. Par avion, Malko se rend alors en Jamaïque, où Anton Branner lui avait révélé que c'était le lieu où résidait Rudi Guern.
Arrivé en Jamaïque, Malko fait connaissance avec une jeune femme de 20 ans, Phœbe, dépressive et légèrement névrosée. Elle veut quitter pour toujours cette île dont elle déteste les habitants Blancs et où elle a été violée à l'âge de 15 ans. Malko passe un accord avec elle : si elle lui révèle où se trouve Rudy Guern, il l'aidera à quitter la Jamaïque. Phœbe amène Malko à une soirée organisée par ses parents et où se trouvent d'anciens nazis expatriés ayant trouvé refuge en Jamaïque. Elle désigne Rudi Guern à Malko. L'agent secret organise un guet-apens avec Phoebe, qui doit faire mine de vouloir coucher avec Rudi. Le plan fonctionne à merveille et Rudi Guern est fait prisonnier par Malko. 
Mais durant son retour au yacht, Malko et Rudi sont pris en chasse par Janos Ferenczi. Rudi est tué d'une balle perdue. Malko réussit à récupérer le cadavre de l'ancien nazi et divers documents lui ayant appartenu. Il souhaite ensuite exfiltrer le corps et les documents en direction des États-Unis. Mais pendant ce temps, Phoebe est retournée à son domicile pour récupérer son petit chien. Janos Ferenczi l'y attend et lui administre un produit hypnotique pour la faire parler. Il lui soutire les renseignements concernant Malko, mais la jeune femme devient folle en raison des produits chimiques reçus. Quand Malko la retrouve, il n'y a plus aucune espoir qu'elle retrouve un jour la raison.

### Dénouement et fin du roman
Malko retourne aux États-Unis. Il tente de retrouver Sabrina afin de la faire parler et tenter d'obtenir, par son témoignage, qu'elle l'innocente. Il réussit à la retrouver sous son vrai nom de Diana Lynn, mais la jeune femme s'enfuit. Elle est alors recherchée par Malko, aidé du FBI et de la CIA, mais aussi par Janos Ferenczi qui veut l'empêcher de parler. À la fin du roman, une fusillade a lieu : Janos Ferenczi est tué par la police et Sabrina/Diana est grièvement blessée. 
Avant de mourir à l'hôpital, devant des policiers venus l'entendre, elle a le temps de témoigner et d'innocenter définitivement Malko.

## Autour du roman
- Contrairement à d'autres romans de la série, ce ne sont pas les scènes érotiques ou sexuelles qui rythment la narration, mais l'enquête de Malko.
- Ce roman est l'un des rares où une (brève) partie de l'action se déroule en France. En effet, Malko se rend d'Allemagne à Saint-Tropez pour rejoindre un yacht dont le propriétaire doit le conduire à Rudi Guern. Toutefois la commune de Saint-Tropez, si elle est évoquée, ne constitue pas un lieu où se déroule l'action.
- Il est affirmé que Malko est âgé de 42 ans (chapitre II, page 10 de l'édition originale).